# 志村正雄
志村 正雄（しむら まさお、1929年9月25日 - 2022年4月24日）は、日本のアメリカ文学者。東京外国語大学名誉教授、鶴見大学名誉教授。
20世紀アメリカ文学専攻で、トマス・ピンチョン、ジョン・バースなどを研究、翻訳した。

## 人物・来歴
東京府豊多摩郡渋谷町（現在の渋谷区広尾）生まれ。評論家のマークス寿子は実妹。
1953年に東京外国語大学外国語学部英米語学科を卒業。1962年ニューヨーク大学大学院英米科修士課程修了。1961年コロンビア大学助手、1962年インディアナ大学専任講師、1964年コロンビア大学兼任講師、1967年鶴見女子大学助教授、1970年横浜市立大学助教授、1972年東京外国語大学助教授、1974年教授、1993年定年退官、名誉教授、鶴見大学教授、2000年退職、名誉教授。
2009年4月瑞宝中綬章受章。
2022年4月24日、死去。92歳没。

## 著書
- 『から / へ 詩集』（書肆山田） 1993
- 『神秘主義とアメリカ文学 自然・虚心・共感』（研究社出版） 1998
- 『アメリカ文学探訪』（日本放送出版協会） 2003 - 2004
- 『映画・文学・アメリカン』（松柏社） 2015

### 共著
- 『アメリカの文学』（八木敏雄共著、南雲堂） 1983
- 『翻訳再入門 エッセイと対談』（加島祥造共著、南雲堂） 1992

## 翻訳
- 『呪い』（テネシー・ウィリアムズ、河野一郎共訳、白水社） 1972、のち白水Uブックス
- 『現代アメリカ幻想小説』（編共訳、白水社） 1973、のち白水Uブックス
- 『ウィーランド』（チャールズ・ブロックデン・ブラウン、国書刊行会、世界幻想文学大系） 1976
- 『意識の進化と神秘主義 科学文明を超えて』（セオドア・ローザク、紀伊国屋書店） 1978
- 『フォークナー全集24 短篇集1』（ウィリアム・フォークナー、冨山房） 1981
- 『ジャズ・イズ』（ナット・ヘントフ、白水社） 1982
- 『競売ナンバー49の叫び』（トマス・ピンチョン、サンリオ文庫） 1985、のちちくま文庫 2010
- 『スロー・ラーナー』（トマス・ピンチョン、筑摩書房） 1988、のち文庫
- 『ファウスト博士の明るい灯り』（ガートルード・スタイン、書肆山田） 1992

### ジョン・バース
- 『旅路の果て』（ジョン・バース、白水社） 1972、のち白水Uブックス
- 『金曜日の本 エッセイとその他のノンフィクション』（ジョン・バース、筑摩書房） 1989
- 『サバティカル あるロマンス』（ジョン・バース、筑摩書房） 1994
- 『船乗りサムボディ最後の船旅』（ジョン・バース、講談社） 1995
- 『ストーリーを続けよう』（ジョン・バース、みすず書房） 2003

### ジェイムズ・メリル
- 『米国ゴシック作品集』（ジェイムズ・メリル他、国書刊行会） 1982
- 『イーフレイムの書』（ジェイムズ・メリル、書肆山田） 2000
- 『ミラベルの数の書』（ジェイムズ・メリル、書肆山田） 2005
- 『ページェントの台本』（ジェイムズ・メリル、書肆山田） 2008

## 論文
- Cinii